# ミジルメーリ
ミジルメーリ（イタリア語: Misilmeri; シチリア語: Musulumeli）は、イタリア共和国シチリア自治州パレルモ県にある、人口約2万9000人の基礎自治体（コムーネ）。

## 地理

### 位置・広がり
パレルモ県北西部のコムーネ。州都・県都パレルモから南東へ12kmの距離にある。

#### 隣接コムーネ
隣接するコムーネは以下の通り。
- バゲリーア
- ベルモンテ・メッツァーニョ
- ボロニェッタ
- カステルダッチャ
- フィカラッツィ
- マリネーオ
- パレルモ
- サンタ・クリスティーナ・ジェーラ
- サンタ・フラーヴィア
- ヴィッラバーテ